# مسجد جامع لار
مسجد جامع لار مسجد تاریخی است که در شهر لار، جنوب استان فارس واقع شده است. این مسجد در دوره صفویان در سال ۱۰۲۸ هجری قمری در شهر لار بنا نهاده شد. این مسجد تاکنون ۴ بار با زلزله ویران گشته و دوباره ساخته شده‌. بخش اصلی مسجد در برگیرنده چهارطاقی است که نمای آن با سنگ‌تراش ساخته شده و دارای محرابی از سنگ‌تراش می‌باشد.

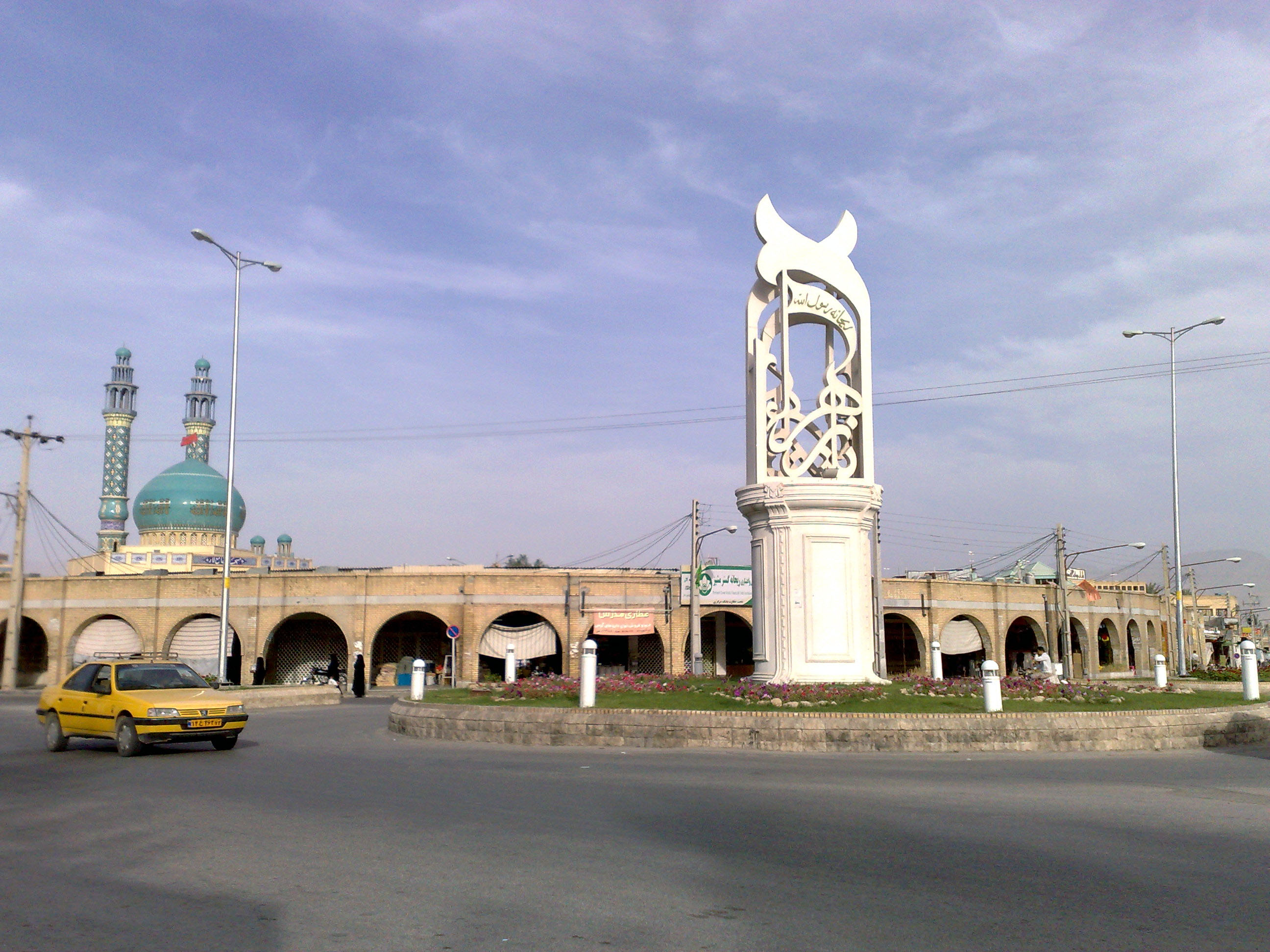
مسجد جامع لار و میدان مدرس